# MAK Murmansk Aircompany
La MAK Murmansk Aircompany (in russo МУРМАНСКАЯ АВИАЦИОННАЯ КОМПАНИЯ? o МАК) è stata una compagnia aerea russa con base tecnica all'Aeroporto di Murmansk-Murmashi (ULMM), sulla Penisola di Kola, nella Russia europea. La compagnia aerea attuale è stata creata sulla base della 235 divisione dell'Aviazione civile e della Murmansk Airlines dalla compagnia russa Norilsk nickel (in russo: Норильский никель).

## Strategia
La compagnia aerea effettuava il servizio di trasporto aereo regionale cargo e passeggeri con la flotta composta dagli aerei Antonov An-2 e dagli elicotteri Kamov Ka-32, Mil Mi-2, Mil Mi-8. La compagnia aerea MAK Murmansk Aircompany inoltre gestiva l'Aeroporto di Murmansk e si occupava della manutenzione degli aerei in arrivo e in partenza da Murmansk: tutti i tipi di velivoli russi Tupolev, Ilyushin, Antonov, Yakovlev.
La MAK Murmansk Aircompany disponeva della seconda flotta elicotteri della Russia dopo la Vladivostok Avia e della prima flotta elicotteri nel Distretto Nord-Occidentale della Russia.
La MAK Murmansk Aircompany faceva la manutenzione degli aeroporti regionali dell'Oblast' di Murmansk nelle seguenti città: Umba, Lovozero, Krasnoscelie, Tetrino, Chavan'ghe, Chapom, Kanevka, Sosnovka.
Il 25 luglio 2009 il certificato no. 215 della MAK Murmansk Aircompany è stato annullato dall'Ente d'Aviazione Russa (in russo: Росавиация)

## Flotta storica

### Aerei
- 4 Antonov An-2

### Elicotteri
- 10 Kamov Ka-32
- 7 Mil Mi-2
- 6 Mil Mi-8T